# Grand Prix automobile de Pau 2005
Le Grand Prix de Pau 2005, est la 65e édition du Grand Prix de Pau. Cette course spéciale de la Formule 3 est une manche du championnat Formule 3 Euro Series. Le Grand Prix est organisé les 6, 7 et 8 mai 2005.

## Engagés
| Équipe                  | Voiture                   | no | Pilote              | Cat. |
| ----------------------- | ------------------------- | -- | ------------------- | ---- |
| ASM Formule 3           | Dallara F305-Mercedes     | 1  | Lewis Hamilton      |      |
| ASM Formule 3           | Dallara F305-Mercedes     | 2  | Adrian Sutil        |      |
| Signature-Plus          | Dallara F305-Opel         | 3  | Loic Duval          |      |
| Signature-Plus          | Dallara F305-Opel         | 4  | James Rossiter      |      |
| Signature-Plus          | SLC R1-Opel               | 14 | Fabio Carbone       |      |
| Signature-Plus          | Dallara F305-Opel         | 15 | Guillaume Moreau    | R    |
| Team Rosberg            | Dallara F305-Opel         | 5  | Kohei Hirate        |      |
| Team Rosberg            | Dallara F305-Opel         | 6  | Giedo Van der Garde |      |
| Manor Motorsport        | Dallara F305-Mercedes     | 7  | Lucas di Grassi     |      |
| Manor Motorsport        | Dallara F305-Mercedes     | 8  | Paul di Resta       | R    |
| ASL Mücke Motorsport    | Dallara F305-Mercedes     | 9  | Sebastian Vettel    | R    |
| ASL Mücke Motorsport    | Dallara F305-Mercedes     | 10 | Atila Abreu         | R    |
| Prema Powerteam         | Dallara F305-Opel         | 11 | Greg Franchi        |      |
| Prema Powerteam         | Dallara F305-Opel         | 12 | Marco Bonanomi      |      |
| Prema Powerteam         | Dallara F305-Opel         | 23 | Franck Perera       |      |
| HBR Motorsport          | Dallara F305-Opel         | 16 | Alejandro Núñez     |      |
| HBR Motorsport          | Dallara F305-Opel         | 17 | Maximilian Götz     |      |
| HBR Motorsport          | Dallara F305-Opel         | 22 | Hannes Neuhauser    |      |
| Team Midland Euroseries | Dallara F305-Toyota TOM'S | 18 | Esteban Guerrieri   | R    |
| Team Midland Euroseries | Dallara F305-Toyota TOM'S | 19 | Richard Antinucci   |      |
| AM Holzer Rennsport     | Dallara F305-Opel         | 20 | Thomas Holzer (en)  |      |
| RZ Racing               | Dallara F305-Opel         | 24 | Ross Zwolsman       |      |
| ISR Racing              | Dallara F305-Opel         | 25 | Filip Salaquarda    |      |

| Icône | Catégorie |
| ----- | --------- |
| R     | Rookie    |